# Alibi (canção)
"Alibi" é uma canção da cantora irani-neerlandesa Sevdaliza, do cantor e drag queen brasileiro Pabllo Vittar e da cantora francesa Yseult. A faixa foi lançada em 28 de junho de 2024, através do selo Twisted Elegance. Apresenta um trecho da canção "Rosa" da cantora colombiana Totó la Momposina, uma versão do son cubano "Rosa, qué linda eres", gravada pela primeira vez pelo Sexteto Habanero em 1918 e popularizada pelo artista colombiano Magín Díaz.
Comercialmente, "Alibi" alcançou a posição 16 na Billboard Global 200 e alcançou o top 10 no Brasil, Grécia, Hungria, Letônia, Lituânia, Luxemburgo, Polônia, Romênia e Suíça. Nos Estados Unidos, a canção estreou na posição 95 na Billboard Hot 100, rendendo as três artistas suas primeiras entradas na parada. Vittar se tornou a segunda drag queen a entrar no Hot 100 depois de RuPaul.
Uma versão remix intitulada "Alibi Pt. 2" foi lançada em 6 de setembro de 2024, com a adição da cantora brasileira Anitta.

## Antecedentes e recepção
Antes de seu lançamento, a música se tornou viral globalmente no TikTok, ganhando mais de um milhão de criações no aplicativo antes de 28 de junho. Josh Sharpe, da BroadwayWorld, viu a música como uma "continuação apaixonada e emotiva" da arte de Sevdaliza em uma "exploração da divina energia feminina", amplificada pelas "experiências compartilhadas de todas as três artistas". A faixa "sensual e hipnótica" funde "sons de baile funk e reggaeton". Em menos de três semanas, a música ultrapassou 35 milhões de reproduções no Spotify.

## Desempenho comercial

### Paradas semanais
| País – parada (2024)                                | Maior posição |
| --------------------------------------------------- | ------------- |
| Brasil (Billboard Brasil Hot 100)                   | 16            |
| Estados Unidos (Billboard Hot 100)                  | 95            |
| Estados Unidos (Billboard World Digital Song Sales) | 8             |
| França (SNEP)                                       | 114           |
| Grécia (IFPI Singles International)                 | 46            |
| Lituânia (AGATA)                                    | 71            |
| Mundo (Billboard Global 200)                        | 52            |
| Panamá (PRODUCE)                                    | 66            |
| Portugal (AFP)                                      | 38            |
| Romênia (Billboard)                                 | 9             |
| Suíça (Schweizer Hitparade)                         | 70            |

## Histórico de lançamento
| Região | Data                | Formato(s)                 | Gravadora        | Ref.  |
| ------ | ------------------- | -------------------------- | ---------------- | ----- |
| Mundo  | 28 de junho de 2024 | Digital download streaming | Twisted Elegance | [ 8 ] |